# Yang Hui

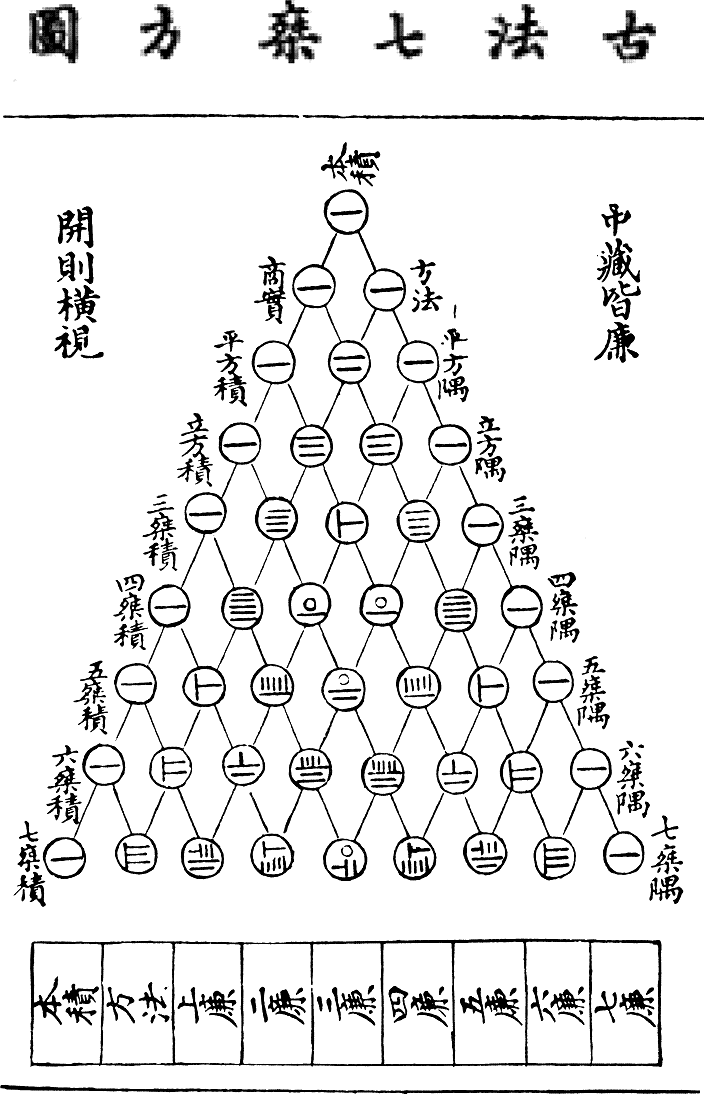
Yang-Hui-Dreieck (pascalsches Dreieck) wie es in einem Buch von Zhu Shijie aus dem Jahre 1303 beschrieben ist.

Yang Hui (chinesisch 楊輝 / 杨辉, Pinyin Yáng Huī; * um 1238 in Hangzhou, Zhejiang; † um 1298 in China) war ein chinesischer Mathematiker zur Zeit der Song-Dynastie (960–1279).
Er befasste sich unter anderem mit magischen Quadraten und dem binomischen Lehrsatz. In seinem Buch Xiangjie Jiuzhang Suanfa aus dem Jahre 1261 befindet sich die älteste noch erhaltene chinesische Darstellung des Pascalschen Dreiecks. Er entdeckte dieses jedoch nicht selbst, sondern verweist darauf, das Dreieck von Jia Xian (um 1050) und dessen li cheng shi shuo („Ermittlung von Koeffizienten mittels Diagramm“) genannter Methode zur Berechnung von Quadrat- und Kubikwurzeln übernommen zu haben. Dennoch wird das Pascalsche Dreieck noch heute in China als Yang-Hui-Dreieck bezeichnet. Um 1275 veröffentlichte er mit Xugu Zhaiqi Suanfa und Suanfa Tongbian Benmo noch zwei weitere Mathematikbücher.